# Hoftheater Dresden (Weißig)

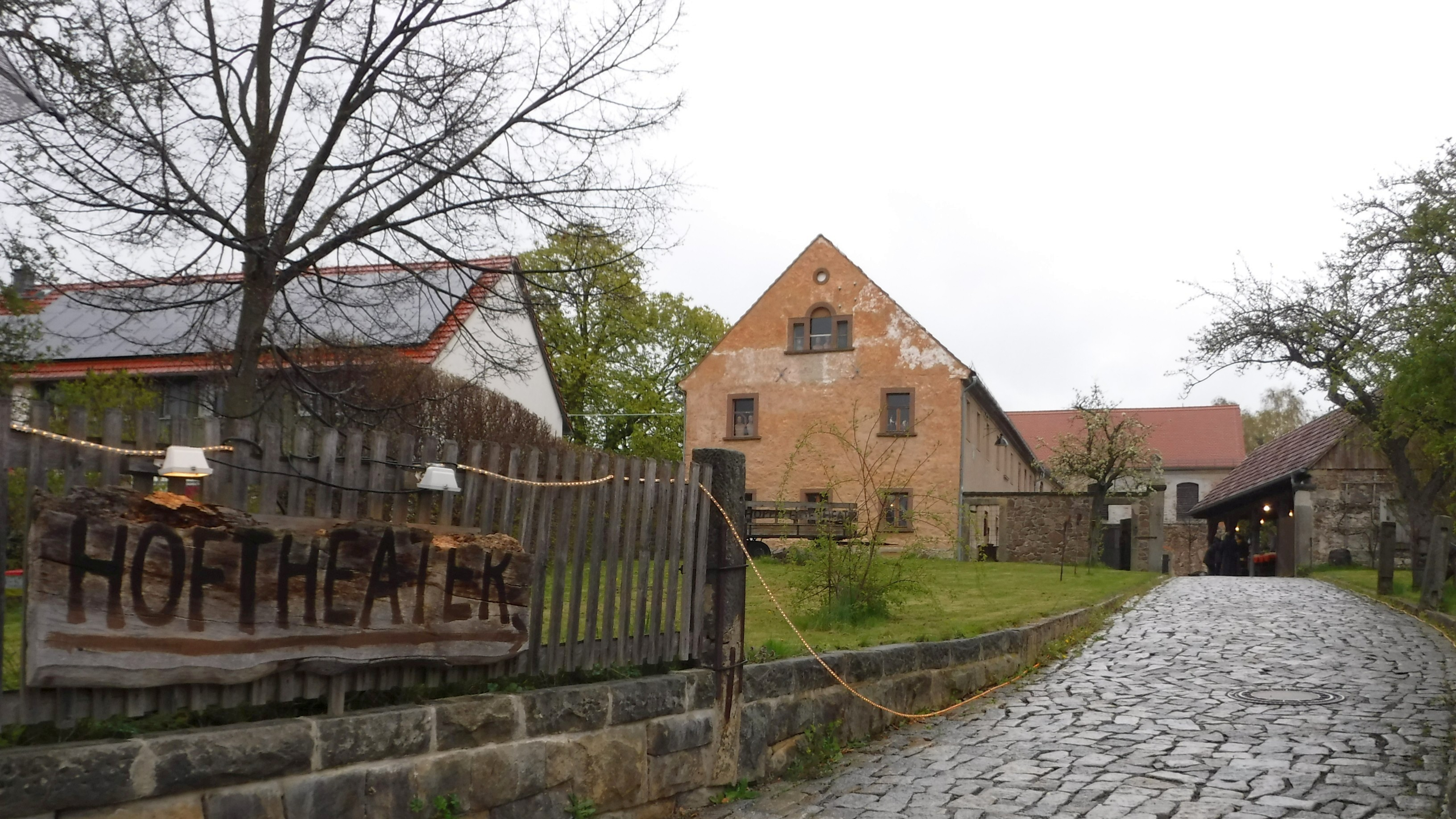
Der Hof mit Theater 2016

Das Hoftheater Dresden ist ein Privattheater in Dresden im Ortsteil Weißig. Es wurde 1995 vom Schauspieler Rolf Hoppe gegründet und wird seitdem vom Kultur- und Kunstverein Schönfelder Hochland e. V. betrieben. Es hat 99 Plätze.

## Geschichte
Rolf Hoppe erwarb im Jahr 1997 in Dresden-Weißig einen alten Bauernhof, den er dem Kultur- und Kunstverein Schönfelder Hochland e. V. übereignete. Hoppe war Mitbegründer und Mitglied des Vereins. Ziel war die Errichtung eines Theaters am Ortsrand von Dresden. Die ehemalige Scheune des Bauernhofes erfuhr einen Umbau zu einem Kammertheater mit 99 Plätzen. Im Sommer 1999 wurde das erste Hoftheaterfest zum Motto „Vom Bauern-Hof zum Hof-Theater“ dort ausgerichtet, inhaltlich getragen vom künstlerischen Bekanntenkreis Rolf Hoppes. Diese Feste fanden bis zum Jahr 2002 statt, als im Theater der reguläre Spielbetrieb aufgenommen wurde. Zur Theatereröffnung im Jahr 2002 trat Rolf Hoppe persönlich mit einer Rezitationsmatinee zum Thema Liebe mit Texten von Lessing, Heine, Brecht und Kästner auf. Ursprünglich geplant war ein Eröffnungsprogramm von und mit Wolfgang Dehler, der jedoch aufgrund einer Erkrankung ausfiel.
Im Jahr 2004 wurde eine Heizung eingebaut, um einen jahreszeitenunabhängigen Spielbetrieb zu gewährleisten. 2012 wurde die Bühne unterkellert und eine Unterbühne eingebaut.
Wie die Leipziger Volkszeitung unter Berufung auf ein Gespräch mit Rolf Hoppe ausführt, habe dieser bei der Namensgebung des Theaters bewusst mit der Doppeldeutigkeit des Hof-Begriffs gespielt: dieser beziehe sich sowohl auf die vormalige landwirtschaftliche Nutzung der Liegenschaft, einer ehemaligen LPG, als auch auf die Dresdener Hof- und Residenztheatertradition.
Neben dem Spielbetrieb in der ehemaligen Scheune finden seit Herbst 2003 auf einer Brettelbühne im ehemaligen Kuhstall-Gewölbe ebenfalls Veranstaltungen statt. Nach wie vor wird auch der Hofbereich im Sommer bei geeigneter Witterung als Theaterspielstätte genutzt.
Der Bereich zwischen Kuhstall-Gewölbe und Theater-Scheune wurde als Theaterfoyer ausgebaut, welches regelmäßig für Kunstausstellungen genutzt wird.
Seit Januar 2018 wird das Hoftheater Dresden durch die Landeshauptstadt Dresden finanziell unterstützt. Es finanziert sich daneben über Spenden und Sponsorengelder.

## Spielplan
Der Spielplan orientierte sich bis 2018 am künstlerischen Anspruch Rolf Hoppes. Ausdrücklich verstand dieser das Hoftheater nicht als Kleinkunstbühne, sondern Spielstätte der Hochkultur mit der räumlichen und technischen Möglichkeit, Gastspiele etablierter Theater im Studio- und Kammerspielformat auszurichten. Ein festes Ensemble ermöglicht Eigeninszenierungen. In den Jahren 2000 bis 2018 übernahm überwiegend Hausregisseur Helfried Schöbel die Regie. Gezeigt wurden bis dahin Werke von klassischer bis zu zeitgenössischer Dramatik, etwa von Neil LaBute, Felix Mitterer, Lutz Hübner und Rolf Schneider. Nach Schöbels altersbedingtem Ausscheiden im Jahr 2018 wurden Gastregisseure beauftragt. Der Spielplan erfuhr zu diesem Zeitpunkt eine stärkere Umgestaltung Richtung Unterhaltungstheater. Die Veranstaltung Ku(h)linarisches im Kuhstall wurde bis 2024 bereits 187 Mal gegeben.

## Weiterführende Literatur
- Dieter Zumpe: Rolf Hoppe. Geträumtes Leben – Gelebte Träume (edition SZ). Saxo-Phon Verlag, Dresden 2007. ISBN 978-3-938325-30-8
- Peter Ufer: Dresden für Liebhaber: 99 Orte. überraschend. anders. (edition SZ). Saxo-Phon Verlag, Dresden 2011. ISBN 978-3-938325-81-0
- Karl Knietzsch (Hrsg.): Rolf Hoppes Hoftheater im Spiegel der Inszenierungen von Helfried Schöbel. Notschriften Verlag, Radebeul 2019. ISBN 978-3-945481-73-8